# Bentley 8 Litre
Bentley 8 Litre (другое название — Bentley 8 L) — полноразмерный автомобиль класса люкс компании Bentley Motors. Автомобиль стал последней прижизненной разработкой основателя компании Уолтера Оуэна Бентли и в тот момент являлся самым мощным и престижным автомобилем Великобритании.

## История
Bentley 8 Litre был разработан Уолтером Оуэном Бентли, собран в автомастерской в Криклвуде (Лондон) на базе Bentley Speed Six и представлен в автомобильном шоу в Лондоне 16 октября 1930 года. На момент выпуска автомобиля его шестицилиндровый 8-литровый двигатель являлся самым мощным в Великобритании. 8 Litre был признан самым габаритным в классе люкс, на его массивную раму устанавливались роскошные дорогие кузова.
8 Litre стал конкурентом Rolls-Royce Phantom II и Bugatti Royale, однако из-за финансового кризиса и малого спроса на рынке (так как автомобиль был слишком дорогим для населения — 1850£) было выпущено всего 100 автомобилей. Также свою роль сыграл тот факт, что в 1931 году компания была выкуплена Rolls-Royce Limited.
На сегодняшний день сохранилось лишь 75 8 Litre. Только один сохранился в первозданном виде, с металлическим корпусом, который был приведён в порядок компанией W.M. Murphy, два автомобиля были модернизированы компанией Маккензи (изменен двигатель, более низкое шасси), один находится в Лондоне, также предполагается, что несколько автомобилей находятся в Индии.

## Скоростные характеристики
Bentley 8 Litre показал хорошие динамические характеристики. 5 декабря 1930 года на 8 Litre был зафиксирован новый мировой рекорд скорости — 163 км/ч, который был побит лишь в 1939 году автомобилем Alfa Romeo 8C 2300. Для такого массивного автомобиля эта скорость была очень хорошим показателем. Среди автомобилей Бентли этот рекорд сохранился до 1952 года, когда Bentley R-Type (англ. Bentley R-Type) установил максимальную скорость в 190 км/ч.